# Notarkammer Pfalz
Die Notarkammer Pfalz ist eine Körperschaft in der Pfalz, in der die Notare im Bezirk des Pfälzischen Oberlandesgerichts Zweibrücken organisiert sind.

## Aufgaben
Die Notarkammer Pfalz vertritt als Berufskammer die ihr angehörigen Mitglieder und fördert die Notarrechtspflege. Sie berät Notare in dienst- und standesrechtlichen Fragen und nimmt Beschwerden gegen Notare an, indem sie die Einhaltung des Berufsrechts überprüft. Aufsichtsbehörde ist die Landesjustizverwaltung im Justizministerium Rheinland-Pfalz. Die Kammer hat ihren Sitz in Kandel.